# شارع الملك فيصل (حلب)
شارع الملك فيصل هو أحد أهم شوارع مدينة حلب في سوريا، وقد تم انشاؤه عام 1919 من قبل بلدية حلب، بهذا الاسم تيمنا بملك سوريا انذاك فيصل الأول.
يقع في منتصف شارع فيصل كنيسة جورج ومتيلد سالم وفي نهاية جامع الرحمن ويؤدي امتداد هذا الشارع إلى ثاني أكبر حديقة عمومية في حلب وهي حديقة السبيل.
تمت إعادة تأهيل الشارع عام 2008 حيث أصبح بإتجاه واحد شمالاً.

## معرض صور

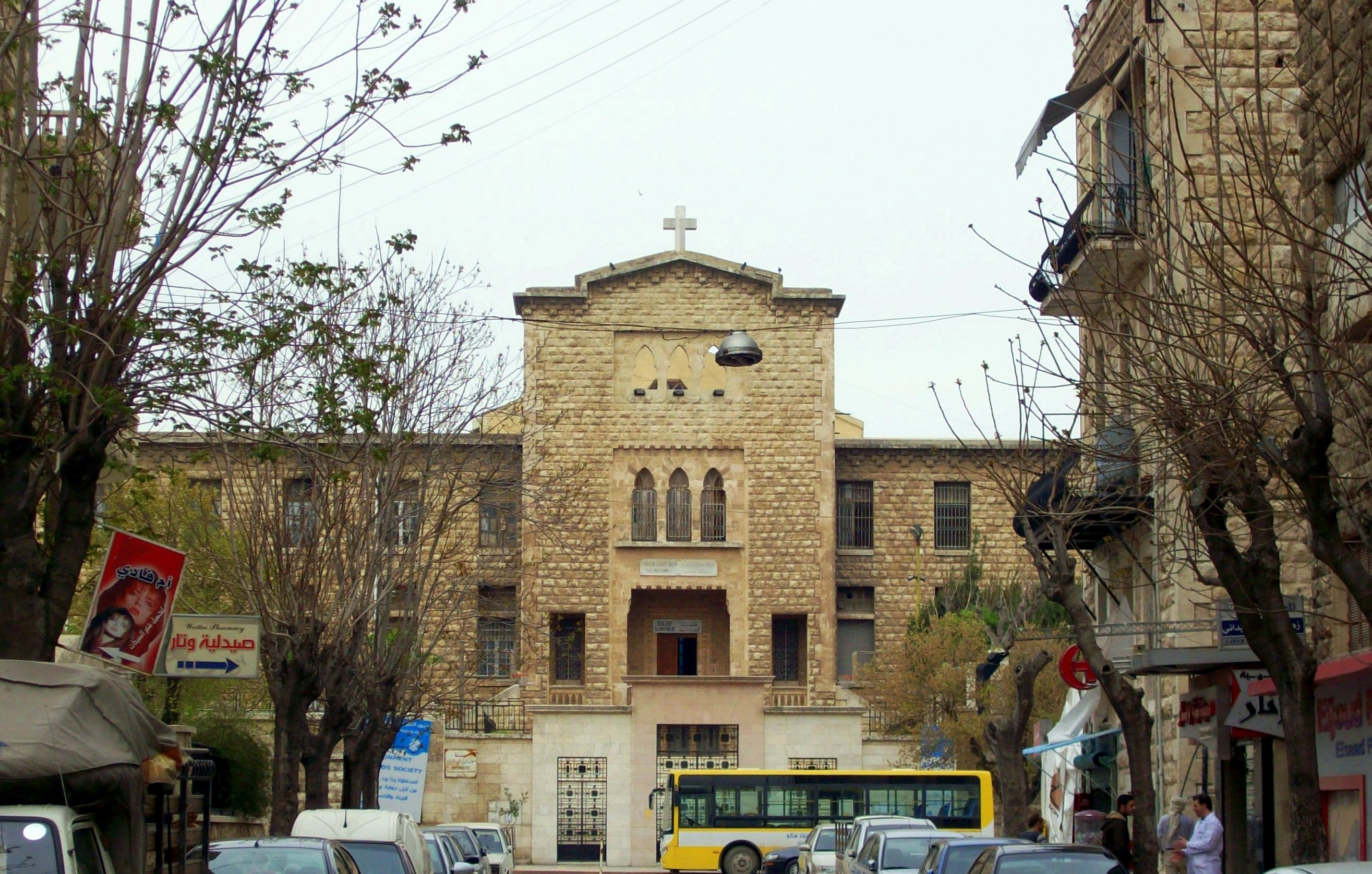
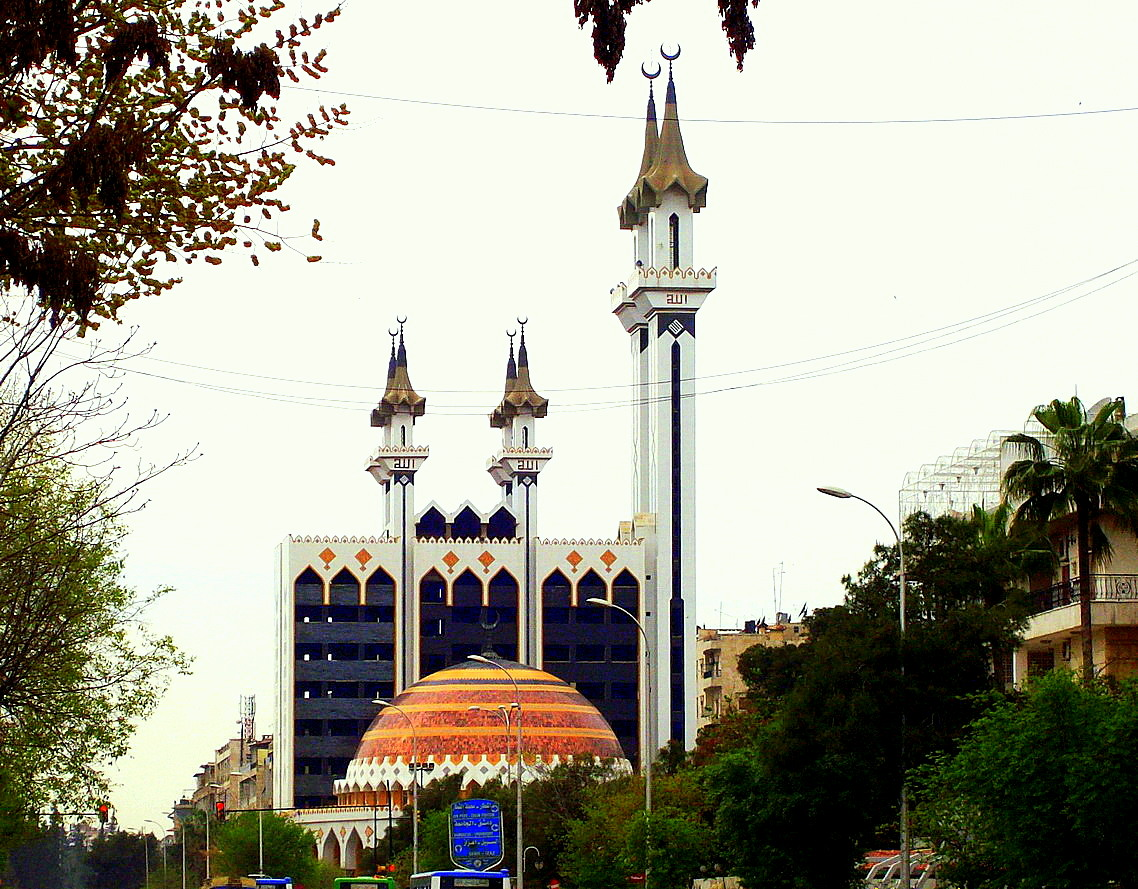
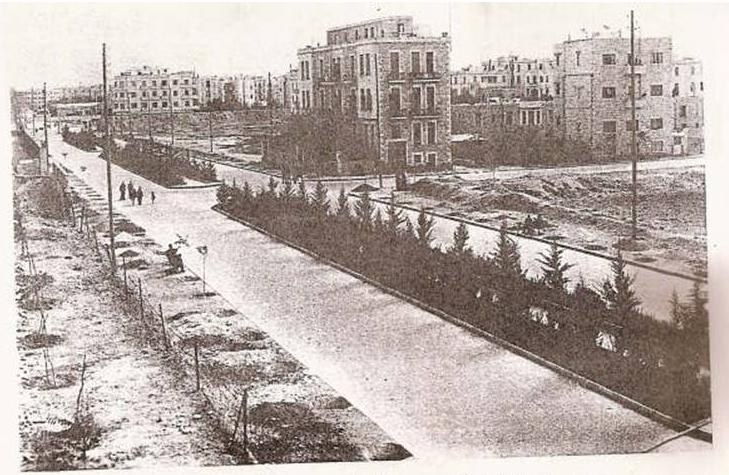